# Università del Texas a El Paso
La Università del Texas a El Paso (University of Texas at El Paso, abbreviata in UTEP), è un'università pubblica statunitense situata ad El Paso, in Texas. Fu fondata nel 1914.
Nel 1919 assunse la denominazione "University of Texas Department of Mines and Metallurgy", e l'anno seguente "Texas College of Mines and Metallurgy". Il nome cambiò ancora nel 1949, diventando "Texas Western College of the University of Texas"; dal 31 marzo 1967 ha assunto la denominazione attuale.